# Étienne Souriau
Étienne Souriau (Lille, 1892-París, 1979) fue un filósofo francés, especialista en Estética. Fundador junto a Charles Lalo y Raymond Bayer de la Revue d'esthétique, aparecida en enero de 1948 en la editorial Presses universitaires de France.

## Obras
- L'Abstraction sentimentale, 1925
- L'Avenir de l'esthétique: essai sur l'objet d'une science naissante, F. Alcan, Coll. « Biblio. de Philosophie Contemporaine », 1929
- L'Ombre de dieu, 1955
- Poésie française et la Peinture, 1966
- Clefs pour l'esthétique, 1970
- La Couronne d'herbes, 1975
- La Correspondance des arts, science de l'homme: éléments d'esthétique comparée, 1969
- L'Avenir de la philosophie, Gallimard, coll. « Idées », 1982 ISBN 978-2070354696
- Les Deux Cent Mille Situations dramatiques
- L'Univers filmique,
- La Correspondance des arts, 1947

En colaboración
- Esthétique industrielle, con Charles Lalo y otros, aparecido en la Revue d'esthétique, julio/diciembre 1951.
- Vocabulaire d'esthétique, con Anne Souriau, PUF, coll. « Quadrige », 2004 ISBN 978-2130544012

Ediciones en castellano
- Tener un alma. Ensayo sobre las existencias virtuales, traducción de Sebastián Puente, Editorial Cactus, Buenos Aires, 2021 ISBN 978-987-3831-60-7
- Los diferentes modos de existencia, traducción de Sebastián Puente, Editorial Cactus, Buenos Aires, 2017 ISBN 978-9873831201